# فريدريك هارت
فريدريك هارت (بالإنجليزية: Frederick Hart)‏ هو نحات أمريكي، ولد في 7 يونيو 1943 في أتلانتا في الولايات المتحدة، وتوفي في 13 أغسطس 1999 في بالتيمور في الولايات المتحدة بسبب سرطان الرئة.

## معرض صور

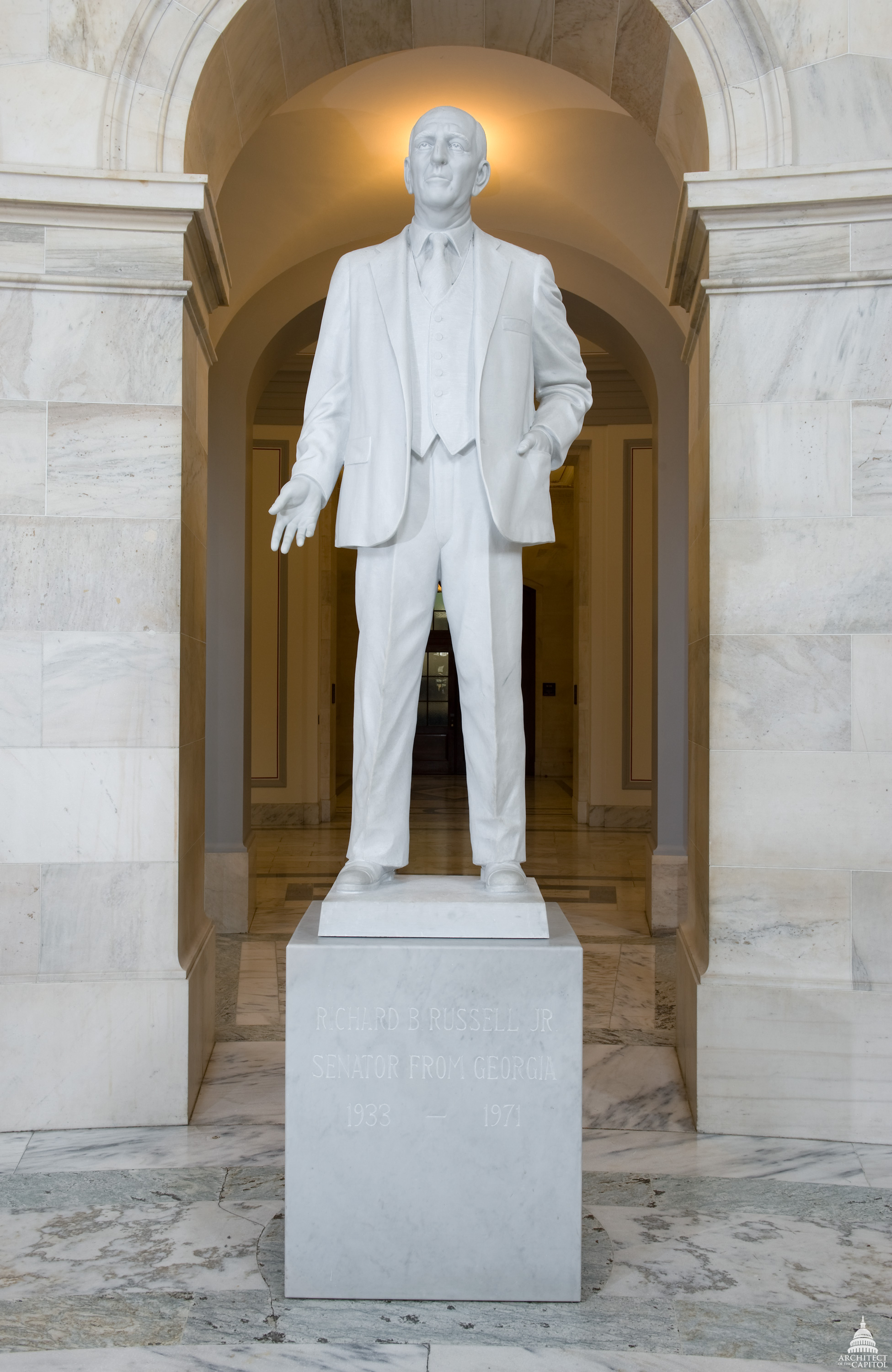
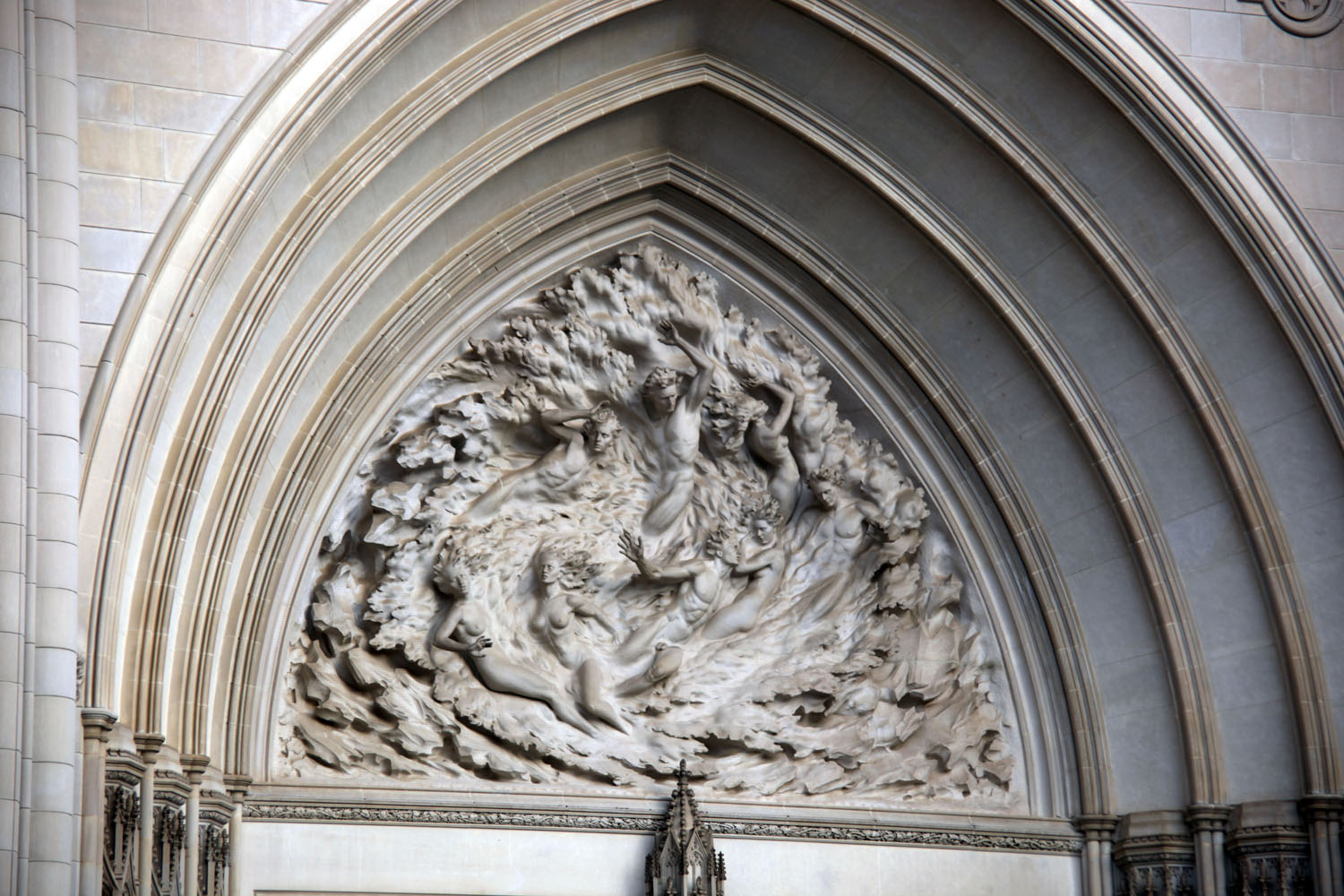
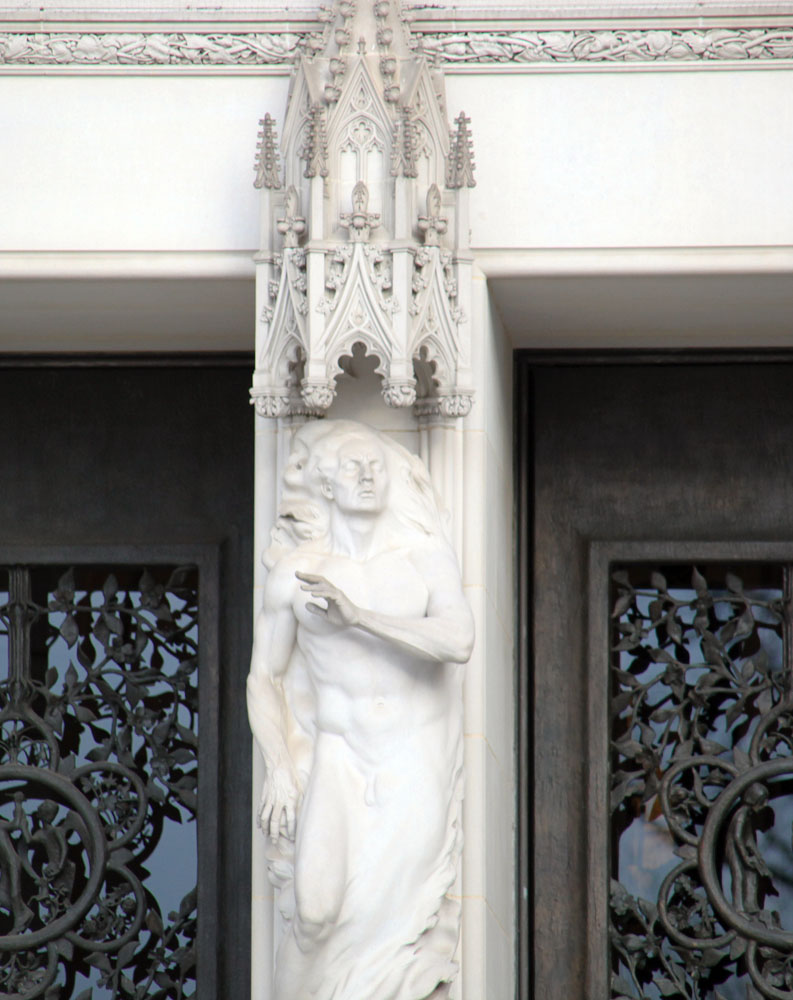

## وصلات خارجية
- الموقع الرسمي